# Anneke Beerten
Anneke Beerten (ur. 7 lipca 1982 w Mariënvelde) – holenderska kolarka górska i BMX, wielokrotna medalistka mistrzostw świata MTB i czterokrotna zdobywczyni Pucharu Świata MTB.

## Kariera
Pierwszy sukces w karierze Anneke Beerten osiągnęła w 2005 roku, kiedy zajęła drugie miejsce w klasyfikacji generalnej four-crossu Pucharu Świata w kolarstwie górskim. W klasyfikacji tej na podium stawała jeszcze pięciokrotnie, w tym cztery razy na najwyższym stopniu, w sezonach 2007, 2008, 2009 i 2011. W 2006 roku wystartowała na mistrzostwach świata MTB w Rotorua, gdzie zdobyła srebrny medal. W zawodach tych wyprzedziła ją jedynie Amerykanka Jill Kintner, a trzecie miejsce zajęła Austriaczka Anita Molcik. Taki sam wynik Holenderka uzyskała na rozgrywanych rok później mistrzostwach w Fort William – ponownie wygrała Kintner, a trzecia była jej rodaczka Melissa Buhl. Ponadto Beerten zwyciężyła w tej samej konkurencji podczas mistrzostw świata w Champéry w 2011 roku i mistrzostw świata w Leogang w 2012 roku. Nie startowała na igrzyskach olimpijskich. Anneke Beerten jest także mistrzynią Holandii w downhillu oraz sześciokrotną mistrzynią Holandii w wyścigach BMX.